# Xanthostemoneae
Xanthostemoneae é uma tribo pertencente à família das mirtáceas. Tem os seguintes géneros:

## Géneros
- Pleurocalyptus Brongn. & Gris
- Purpureostemon Gugerli
- Xanthostemon F.Muell.